# انجلینا میخائیلوا
انجلینا میخائیلوا (انگلیسی: Angelina Mikhaylova؛ زادهٔ ۹ ژوئن ۱۹۶۰) بازیکن بسکتبال اهل بلغارستان است.